# Газизова, Зайтуна Сабировна
Зайтуна Сабировна Газизова (26 февраля 1937 года, Аюлы, Хайбуллинский район, Башкирия, РСФСР, СССР) — заслуженная артистка Башкирской АССР (1986), член Союза театральных деятелей Российской Федерации (с 1982).

## Биография
В 1954 году окончила школу-интернат № 1 города Уфы и в 1962 году — Уфимское музыкальное училище. В 1962—1963 годах работала солисткой в Башкирской государственной филармонии в творческом союзе с Бахти Гайсином и Хабиром Галимовым. Окончила Уральскую государственную консерваторию в 1969 году.
С 1968 по 1996 год проработала в Уфе ведущей солисткой Башкирского государственного театра оперы и балета.
Преподавала в музыкально-педагогическом колледже № 2 г. Уфы.

## Творческая деятельность
Творческий путь начала в Башкирской государственной филармонии. По окончании Уральской государственной консерватории стала одной из ведущих солисток Башкирского государственного театра оперы и балета. Одна из лучших партий Зайтуны Газизовой — партия Эболи в опере Дж. Верди «Дон Карлос». Работала с дирижерами Я. Вощаком, Л. Морозовским, Р. Мартыновым, И. Лапиньшем.
В обширном концертном репертуаре Зайтуны Газизовой — арии и романсы зарубежных, русских и башкирских композиторов, башкирские народные песни.
Исполнила более 50 оперных партий, самые значимые из которых были следующие:
- Эболи (Дж. Верди «Дон Карлос»)
- Ольга (П. И. Чайковский «Евгений Онегин»)
- Кончаковна (А. П. Бородин «Князь Игорь»)
- Лаура (П. И. Чайковский, «Йоланта»)
- Княгиня (А. С. Даргомыжский «Русалка»)
- Полина (П. И. Чайковский «Пиковая дама»)
- Сузуки (Дж. Пуччини «Чио Чио Сан»)
- Зибель (Ш.Гуно «Фауст»)
- Мать Рихарда Зорге (Ю. Мейтус «Зорге»)
- Варвара (К. Листов «Дочь Кубы»)
- Кюнбика (З. Исмагилов «Салават Юлаев»)
- Яубике (З. Исмагилов «Шаура»)
- Куйхылыу (З. Исмагилов «Послы Урала»)
- Шамсия (З. Исмагилов «Кодаса»)
- Мать Биржан (М. Тулебаев «Биржан и Сара»)
- Зухра (Х. Ахметов «Замандашлар»)
- Хаят и Яланбика (Р. Муртазин «Дауыл»)

## Звания и награды
- Заслуженная артистка Башкирской АССР (1986);
- Ветеран труда (1997);
- Дипломант Всероссийского фестиваля спектаклей музыкальных театров (1970).